# Talwar

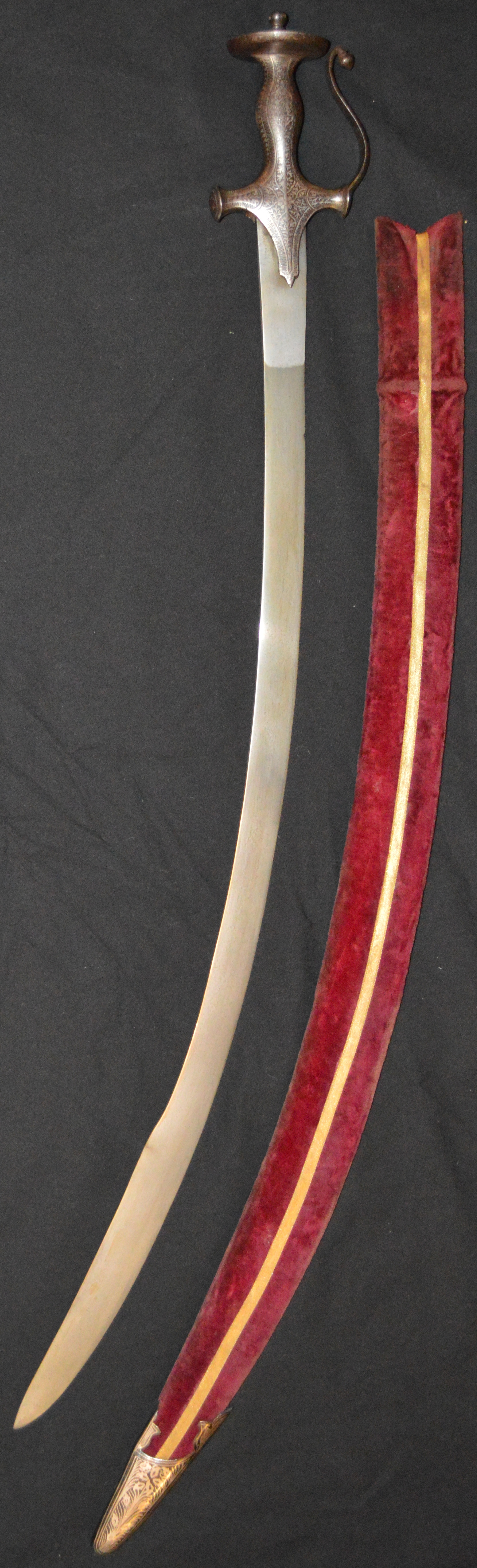
Sable talwar.

El talwar o tulwar es un sable del Indostán, de hoja curva, principalmente de un solo filo y cuya característica principal que los distingue de otros sables turco-musulmanes es su característica empuñadura, de puño aplanado, cortos gavilanes rectos rematados en labores semicirculares, con aro guardamano que sale del gavilán del lado al que cae el filo, acabando la empuñadura en un notable pomo de forma circular aplanada y rematando con apéndice de motivos naturales. La cual, permite técnicas de esgrima diferentes y nativas de la India.

## Orígenes
Este sable nativo de la India surge a partir del siglo XVI y es una evolución o copia —sobre todo por su hoja— de los sables kiliç turco o shamshir persa, y de los pulowar afganos y khanda autóctonos hindúes, de los que tomó parte de su peculiar empuñadura y que a la postre le dará su propia identidad.
El hecho de que sea considerada un sable con categoría propia es por las claras diferencias con respecto de los sables de los que provienen y a las evoluciones tardías de estos últimos. Además, al ser el arma que reemplazó a las demás espadas y sables nativos indios, y por acabar sus días como arma de parada de la aristocracia, al tulwar se le ha reconocido el estatus de arma singular y no variante de.

## El talwar en la historia
Por lo que se puede apreciar en el arte hindú previo al siglo XVI, la mayoría de los sables representados corresponderían a formas muy similares o iguales a las turcas y persas. Es a partir de este siglo donde se comienza a ver la variante autóctona llamada talwar, pero normalmente suele aparecer con reminiscencias de los sables de los que procede. A partir de mediados del siglo XVII ya se puede encontrar al talwar en su forma definitiva y que a la postre poco o nada cambiaría hasta la actualidad.
El talwar tuvo entre el siglo XVII y el siglo XVIII su centuria. Durante estos aproximadamente cien años el talwar desplazó al resto de armas de filo que durante largo tiempo habían permanecido en la cultura india. Y ciertamente esto podría deberse a las siguientes causas: Primero, las invasiones persas y otomanas llevaron consigo la entrada de las hojas curvas de esas zonas; segundo, el aire ancestral hindú de parte de su morfología o acabados le daban un matiz de arma nacional; tercero, al emplear un tipo de empuñadura —y por tanto de uso— típico de la India, el talwar se siguió empleando de un modo similar al de otras armas anteriores, y por ende de usar las mismas artes marciales-esgrima indias.
Es de señalar que el General José de San Martín, héroe de la Independencia de Argentina, Chile y Perú usba uno de estos sables. Se cree que lo adquirió en Inglaterra. En Argentina pasó a la historia como "el sable corvo".

## Morfología
Un sable talwar medio suele tener unos 70-90 cm de longitud total debido a la curvatura, aunque su hoja supera los 90 cm con facilidad. Su hoja es triangular, con la parte roma en el contrafilo, más pesada y normalmente más blanda que el filo para asegurarse durabilidad y fuerza en el tajo. Su empuñadura hecha de metales, y única parte que suele llevar filigranas (damasquinado) con metales o piedras preciosas, no permite bien el empleo de ambas manos por lo que debiera ser arma de caballería o se acompañaría de una buena armadura o escudo en el caso de infantería. La menor curvatura que otros sables orientales y su menor anchura y peso en el tercio de ataque, características que desarrollaron para especializarse otros sables, hace pensar que los talwar iban muy ligados a un tipo de esgrima concreto u oponentes con armas defensivas concretas.
- Datos: Q634590
- Multimedia: Talwar / Q634590